# Шевченко, Михаил Никитович
Михаил Никитович Шевченко (13 ноября 1905 — 9 сентября 1983) — командир 1081-го орденов Красного Знамени и Кутузова 3-й степени стрелкового полка 312-й Смоленской Краснознамённой орденов Суворова и Кутузова стрелковой дивизии 69-й армии 1-го Белорусского фронта, подполковник. Герой Советского Союза.

## Биография
Родился 13 ноября 1905 года в городе Луганск. Работал грузчиком на железной дороге.
В 1925 году добровольно вступил в ряды Красной Армии. Служил в стрелковых частях. После окончания академии был начальником разведывательного отдела корпуса Киевского военного округа, военным советником в Китае. Принимал участие в освободительном походе советских войск в Западную Украину в 1939 году.
На фронтах Великой Отечественной войны с октября 1943 года. Сражался на Западном, Белорусском и 1-м Белорусском фронтах.
Указом Президиума Верховного Совета СССР от 24 марта 1945 года за образцовое выполнение боевых заданий командования и проявленные при этом отвагу и геройство подполковнику Шевченко Михаилу Никитовичу присвоено звание Героя Советского Союза с вручением ордена Ленина и медали «Золотая Звезда».
После войны продолжал службу в армии. С 1955 года полковник М. Н. Шевченко — в запасе. Умер 9 сентября 1983 года.